# Geely Emgrand
Geely Emgrand  (укр. Джилі Емгранд) — п'ятимісний седан та хетчбек класу «D» китайської компанії Geely Automobile.

## Перше покоління (Emgrand EC7; 2009)

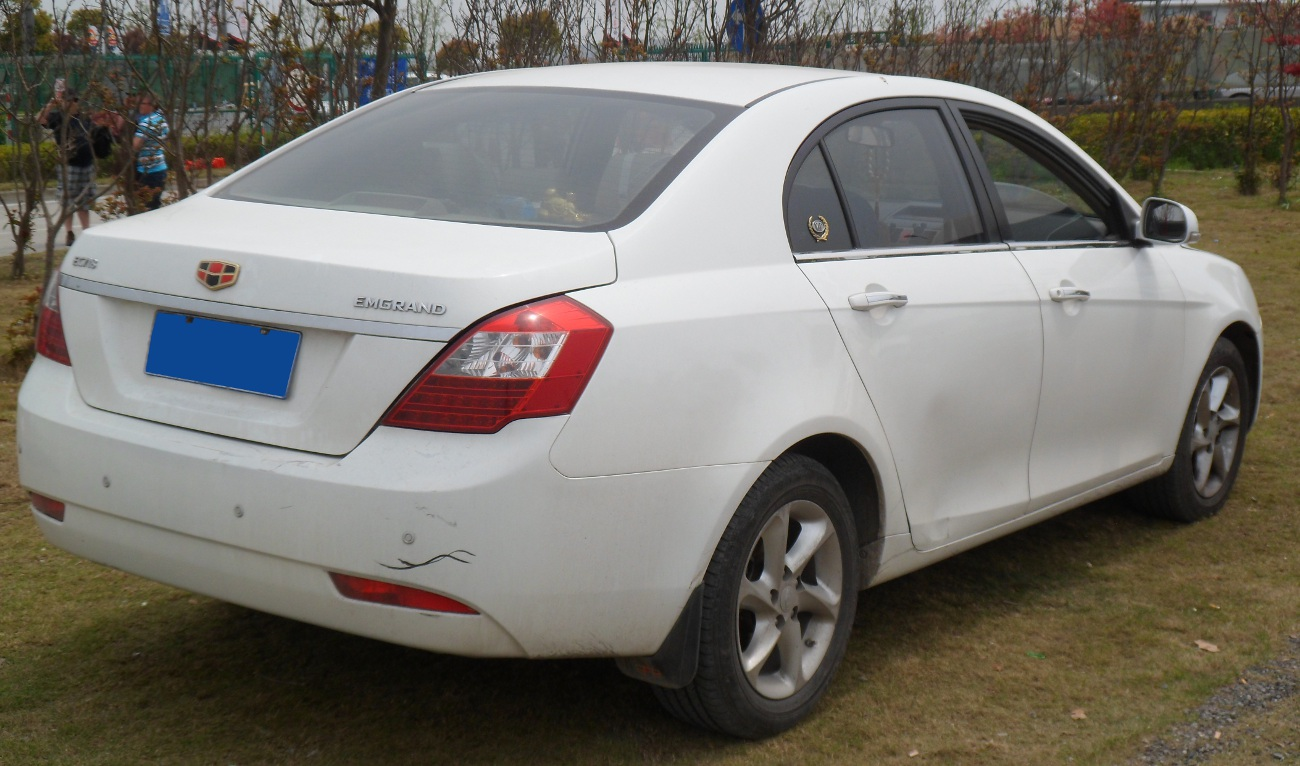
Geely Emgrand EC7

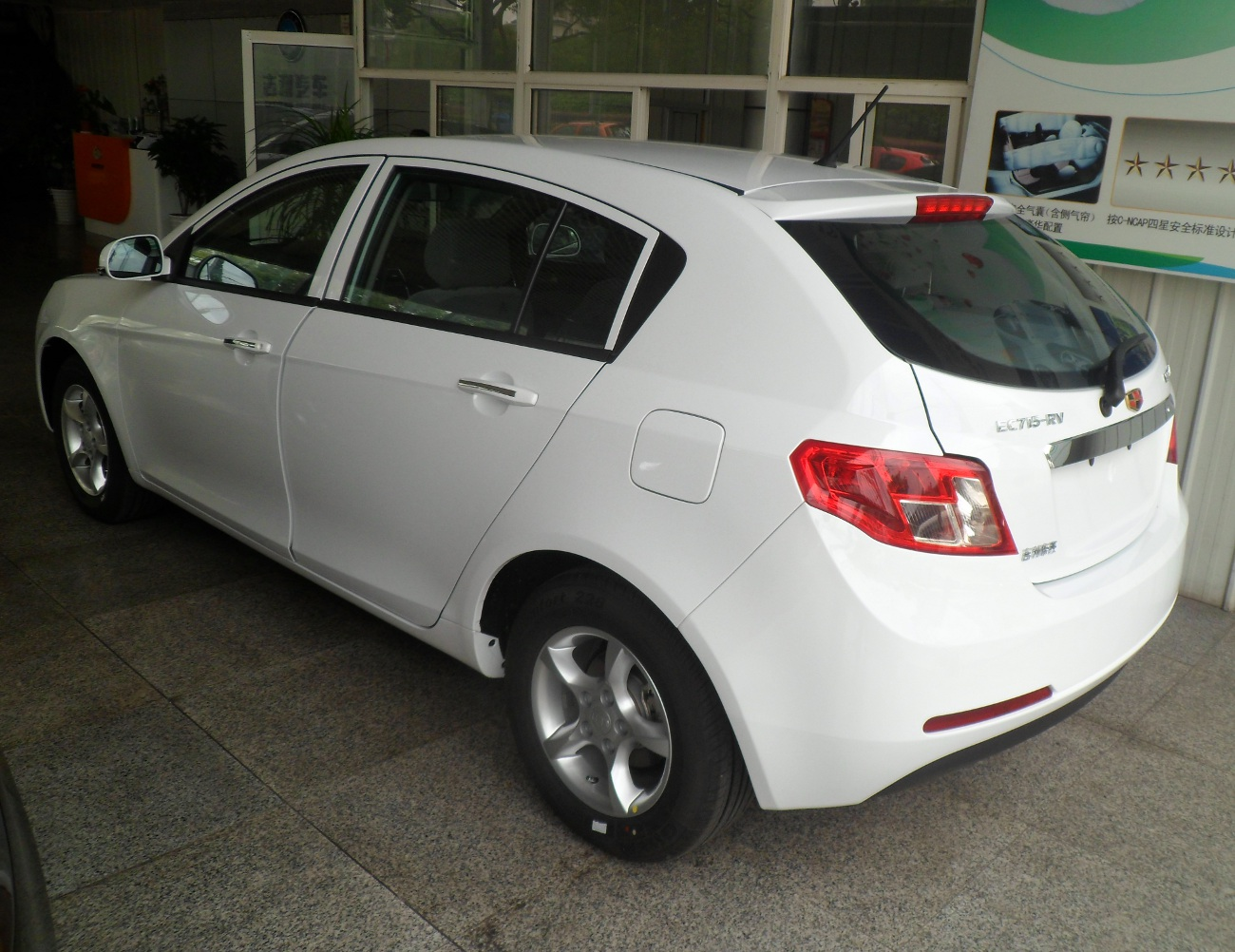
Geely Emgrand EC7-RV

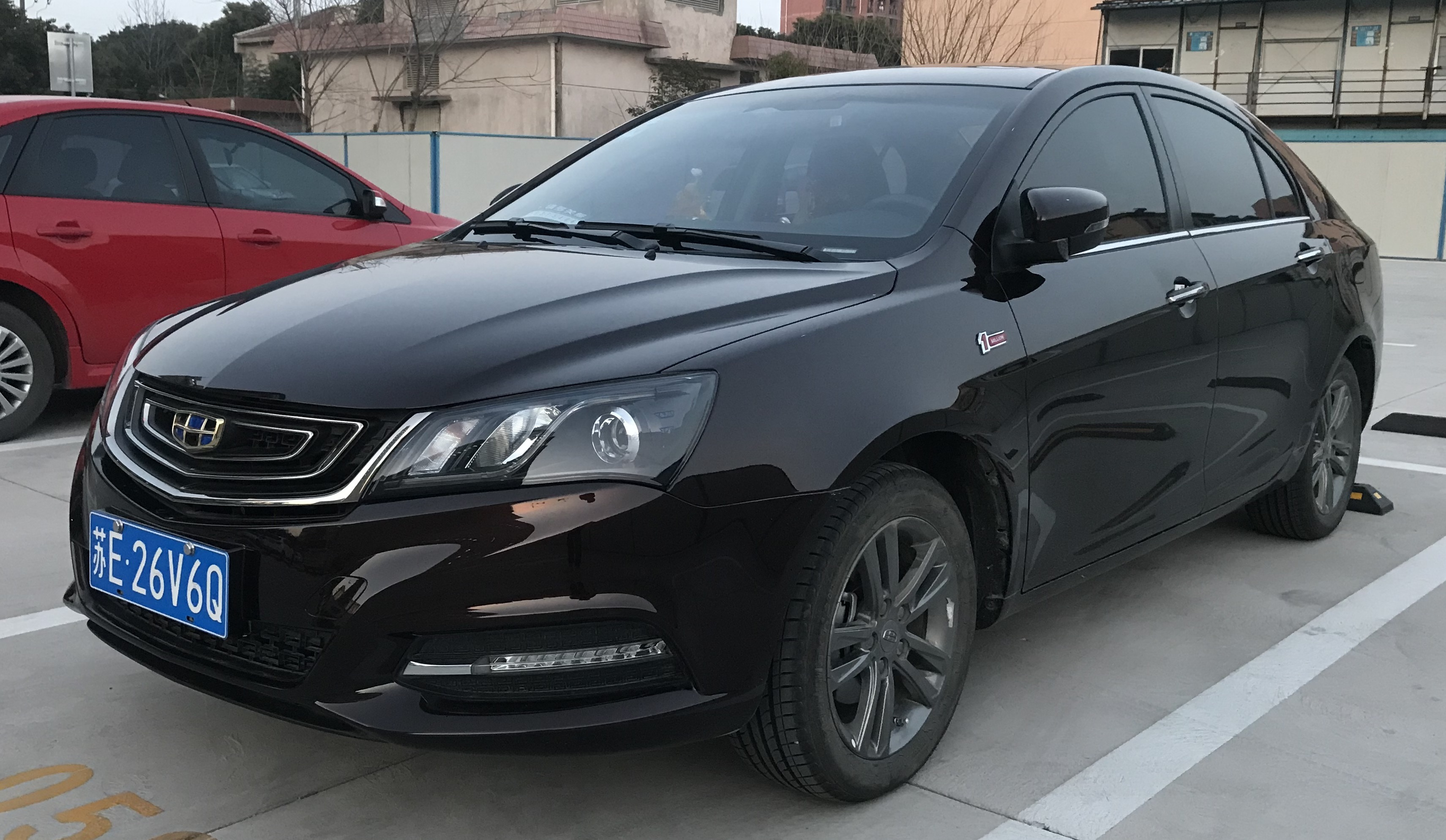
Geely Emgrand EC7 (2014—2018)

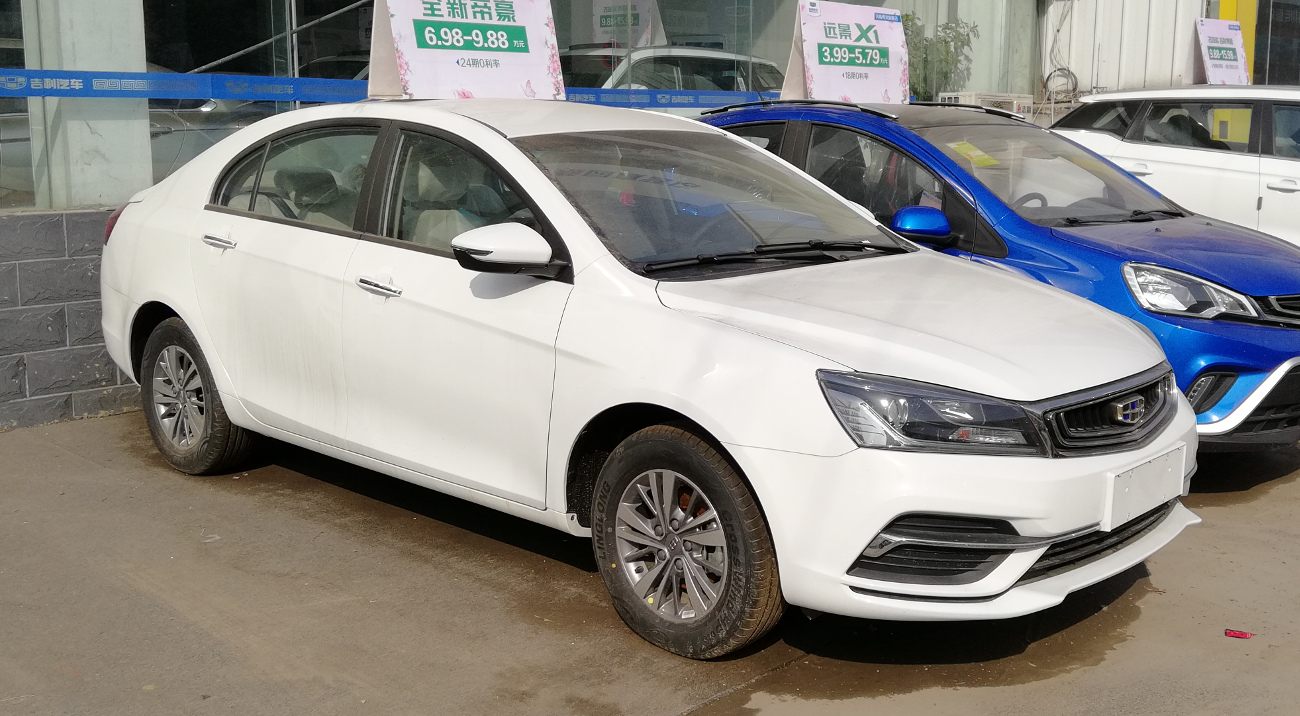
Emgrand EC7 (з 2018)

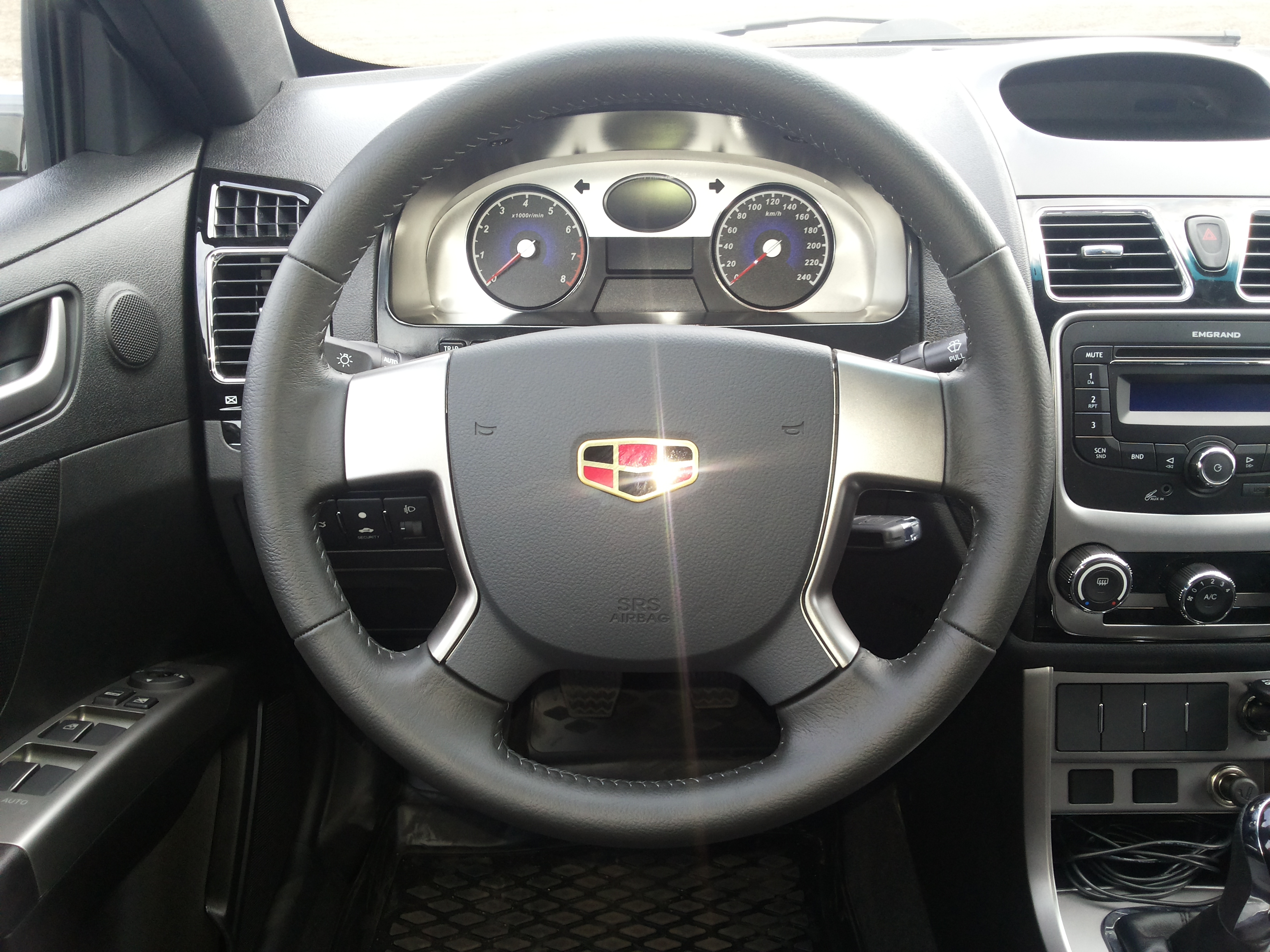

Розробка Emgrand EC7 почалася в липні 2006 року і тривала протягом трьох років. Партнерами компанії Geely за проєктом виступили визнані лідери в області проєктування і виробництва. В 2009 році перший автомобіль EC7 зійшов з конвеєра. В Україні авто вперше представлене на Київському автосалоні SIA-2011.
У вересні 2011 року в Україні планувався старт продажів автомобілів Geely Emgrand EC-7 в кузові хетчбек.
До 2012 року Geely Emgrand EC7 з'явився з автоматичною коробкою передач.
Під капотом в Emgrand EC7 встановлений 1,8-літровий бензиновий двигун на 127 к. с. або 1б5-літровий бензиновий двигун на 109 к. с., які агрегатуються з 5-ступеневою механічною коробкою передач.
Автомобіль укомплектований вісьмома подушками безпеки, антиблокувальною системою гальм і системою розподілу гальмівних зусиль, електросклопідіймачами всіх дверей, центральним замком, електрорегулюванням дзеркал, клімат-контроль, передніми й задніми протитуманними фарами, додатковим стоп-сигналом, гідропідсилювачем керма, переднім і заднім парктроніком, підігрівом заднього скла, протитуманними фарами, CD + MP3 плеєром з аудіо системою із шістьма динаміками.
Після модернізації 2014 року автомобіль отримав назву Geely Emgrand 7 FL.

### Будова автомобіля

#### Кузов
Кузов Geely Emgrand EC7 закритий, суцільнометалевий, несучого типу, у двох виконаннях: 4-дверний седан і 5-дверний хетчбек. Передній та задній бампери пластмасові, пофарбовані у колір кузова. Довжина автомобіля складає: 4635 мм (седан) і 4397 мм (хетчбек), ширина — 1789 мм, висота — 1470 мм, колісна база — 2650 мм, кліренс — 167 мм. Споряджена маса — 1280 кг. Об'єм багажника 680 л, об'єм паливного бака 50 л.

#### Двигуни
| Модель    | Об'єм    | Потужність         | Крутний момент         | Роки випуску |
| --------- | -------- | ------------------ | ---------------------- | ------------ |
| Бензинові |          |                    |                        |              |
| 1.3       | 1298 см³ | 66 кВт (90 к. с.)  | Н·м при об/хв          | 2013—2017    |
| 1.5       | 1498 см³ | 80 кВт (109 к. с.) | 135 Н·м при 4800 об/хв | З 2009       |
| 1.8       | 1792 см³ | 93 кВт (127 к. с.) | 172 Н·м при 4200 об/хв | 2009—2013    |

#### Шасі

##### Трансмісія
Трансмісію автомобіля виконано за передньопривідною схемою. Коробка передач 5-ступенева механічна. У майбутньому очікуються комплектація з автоматичною коробкою передач.

##### Ходова частина
Передня підвіска незалежна, типу McPherson з гідравлічними телескопічними амортизаторами, задня підвіска напівзалежна торсіонна балка з амортизаторами. Шини 205/65 R15.

##### Кермо
Кермовий механізм із гідравлічним підсилювачем.

##### Гальмівна система
Гальмівна система з роздільним контуром. Наявна система ABS + EBD. Передні й задні гальма дискові.

#### Безпека
| Результати Краш-тесту          |                 |
| Зірки в Euro NCAP з Краш-тесту |                 |
| Пасажири                       | 75 % (27 балів) |
| Безпека дітей                  | 80 % (39 балів) |
| Безпека пішоходів              | 42 % (15 балів) |
| Активна безпека                | 86 % (6 балів)  |

Згідно з краш-тестами китайської організації C-NCAP (China-NCAP) седан Geely Emgrand EC7 отримав п'ять зірок за безпеку. Під час краш-тестів Geely Emgrand EC7 отримав сумарну оцінку 46,8 бала, що дозволило назвати його найбезпечнішою китайською моделлю. Цікаво, що при лобових зіткненнях капсула салону показала високу жорсткість і практично не деформувалася.
| Зірки в C-NCAP з Краш-тесту |

За результатами краш-тестів проведених європейською організацією Euro-NCAP у листопаді 2011 року седан Geely Emgrand EC7 отримав чотири зірки за безпеку. При цьому за захист пасажирів він отримав 27 балів, за захист дітей — 39 балів, за захист пішоходів — 15 балів, а за системи безпеки — 6 балів.

### Модифікації

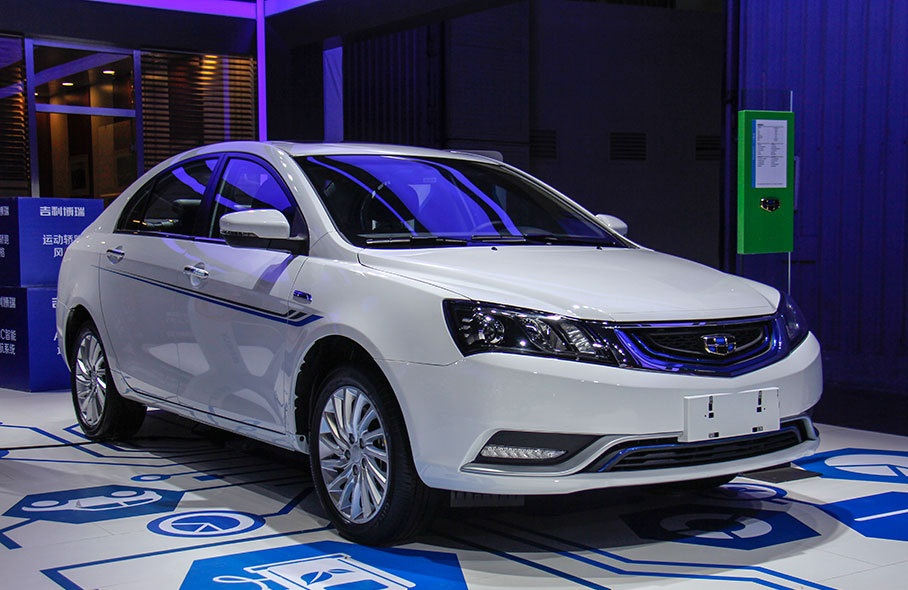
Серійний електричний Emgrand EV

- Geely Emgrand EC7 — 4-дверний седан (виготовляється з 2009 року).
- Geely Emgrand EC7-RV — 5-дверний хетчбек (виготовляється з 2010 року).
- Emgrand EV (Geely EC7 EV) — електричний 4-дверний седан (виготовляється з 2015 року).

#### Emgrand EV
Уперше Emgrand EV був показаний на автосалоні в Шанхаї у 2013 році, проте в продаж в Китай надійшов тільки в листопаді 2015 року. Це перший електромобіль, який розробила Geely спільно з американцями з Detroit Electric.
У його основу лежить седан Emgrand 7.
Рушійною силою Emgrand EV виступає електромотор потужністю, еквівалентною 127 к. с. (240 Н·м), а також тягова батарея ємністю 44,8 кВт·год, яка від побутової розетки повністю заряджається за 14 годин. Зі спеціальною потужною зарядною станцією час заряду можна скоротити до 48 хвилин. При їзді зі швидкістю 60 км/год запасу енергії седана вистачить на 330 км. У реальних умовах експлуатації запас ходу досягає 250 км. На кожну сотню пробігу Emgrand EV витрачає 15,8 кВт·год.

### Комплектації
Автомобіль Geely Emgrand EC7 представлений у двох комплектаціях: Basic та Comfort. Максимальна комплектація Luxury в Україні не представлена.
| Комплектації Geely Emgrand EC7                                 | Комплектації Geely Emgrand EC7 | Комплектації Geely Emgrand EC7 | Комплектації Geely Emgrand EC7 |
|                                                                | Basic                          | Comfort                        |                                |
| Екстер'єр                                                      | Екстер'єр                      | Екстер'єр                      | Екстер'єр                      |
| -------------------------------------------------------------- | ------------------------------ | ------------------------------ | ------------------------------ |
| Передні і задні протитуманні фари                              | •                              | •                              |                                |
| Повторювачі поворотів в дзеркалах заднього виду                | •                              | •                              |                                |
| Повторювачі поворотів в дзеркалах заднього виду                | •                              | •                              |                                |
| Хромовані накладки порогів                                     | •                              | •                              |                                |
| Легкосплавні колісні диски                                     | o                              | •                              |                                |
| Хромовані дверні ручки                                         | •                              | •                              |                                |
| Інтер'єр                                                       |                                |                                |                                |
| Регульована по висоті рульова колонка                          | •                              | •                              |                                |
| Хромований важіль перемикання передач                          | •                              | •                              |                                |
| Двосекційний передній підлокітник                              | •                              | •                              |                                |
| Шкіряний салон                                                 | o                              | •                              |                                |
| Підлокітник заднього ряду сидінь                               | •                              | •                              |                                |
| Сонцезахисні козирки з дзеркалами і підсвічуванням             | •                              | •                              |                                |
| Відсік для окулярів                                            | •                              | •                              |                                |
| Електричні пристрої                                            |                                |                                |                                |
| Бортовий комп'ютер                                             | •                              | •                              |                                |
| Клімат-контроль                                                | •                              | •                              |                                |
| Електросклопідйомники передніх і задніх стекол                 | •                              | •                              |                                |
| Центральний замок з дистанційним управлінням                   | •                              | •                              |                                |
| Зовнішні дзеркала заднього виду з електроприводом і підігрівом | •                              | •                              |                                |
| Парктронік (Park Tronic)                                       | o                              | •                              |                                |
| Електропідігрів заднього скла                                  | •                              | •                              |                                |
| Коректор фар                                                   | •                              | •                              |                                |
| Додатковий роз'єм 12V на передній панелі                       | •                              | •                              |                                |
| Аудіопідготовка                                                |                                |                                |                                |
| CD + MP3                                                       | •                              | •                              |                                |
| Система безпеки                                                |                                |                                |                                |
| ABS + EBD                                                      | •                              | •                              |                                |
| Подушка безпеки водія                                          | •                              | •                              |                                |
| Подушка безпеки переднього пасажира                            | •                              | •                              |                                |
| Гідропідсилювач керма                                          | •                              | •                              |                                |
| Травмобезпечна рульова колонка                                 | •                              | •                              |                                |
| Дитячі замки задніх дверей                                     | •                              | •                              |                                |
| Підголівники, регульовані по висоті і куту нахилу              | •                              | •                              |                                |
| Додатковий стоп-сигнал                                         | •                              | •                              |                                |
| Ціна в грн., 2011 р., з ПДВ                                    | 107 900                        | 110 900                        |                                |

### Ціна
Станом на 1 вересня 2011 року ціна в Україні на автомобіль Geely Emgrand EC7 в кузові седан із двигуном 1,8 л стартує з 107 900 грн.

### Гарантія
Термін гарантії на Geely Emgrand EC-7 становить 5 років або 150 000 км пробігу.

## Четверте покоління (SS11; 2021)

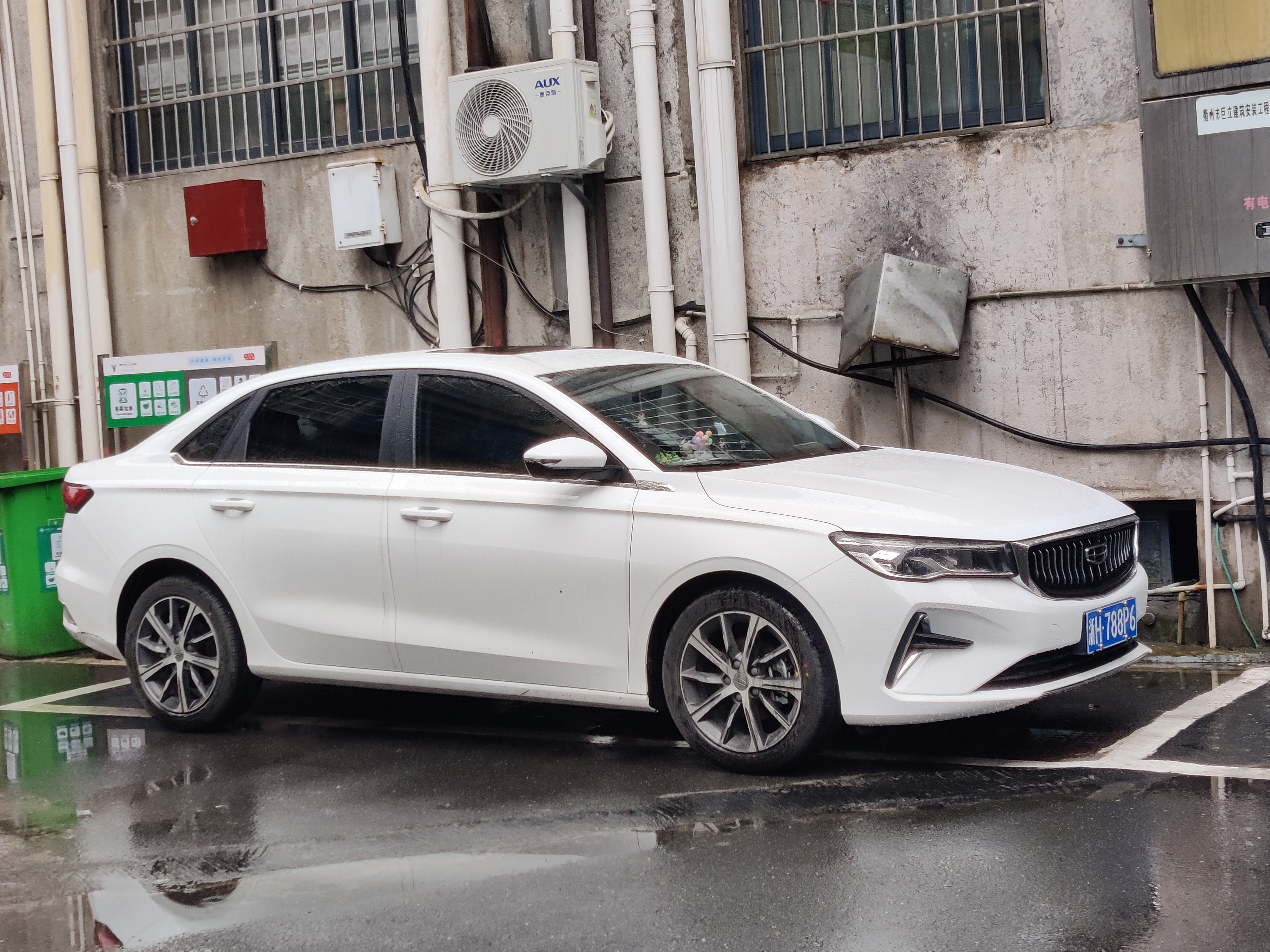
Geely Emgrand IV (SS11; з 2021)

Новини про седан Emgrand четвертого покоління з’явилися в травні 2021 року. На відміну від попередніх моделей, Emgrand четвертого покоління базується на абсолютно новій платформі  	BMA та має новий кузов. Дизайн відповідає седану Geely Preface і кросоверу Geely Xingyue L. Двигун Emgrand четвертого покоління походить від 1,5-літрового атмосферного рядного чотирициліндрового двигуна JLC-4G15B потужністю 114 к.с. У серпні 2021 року останній Geely Emgrand був представлений на його батьківщині, у Китаї. Седан B-сегменту сидить на платформі бренду BMA і поставляється з вищезгаданим 1,5-літровим атмосферним двигуном, який працює в парі або з п’ятиступінчастою механічною коробкою передач, або з CVT.
На автосалоні в Ченду 2021 Geely анонсувала появу Emgrand L. По суті, седан Emgrand, який ми бачили вище, але з останньою мовою дизайну бренду, взятою з концепту Vision Starburst.

### Двигун
- 1.5 L JLC-4G15B I4